# Driehoek van Calot

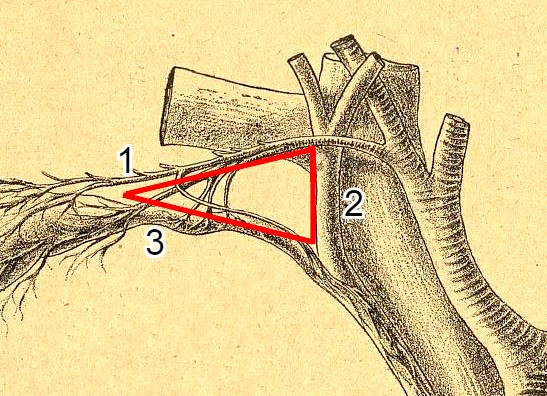
Originele illustratie uit Calots proefschrift, met markeringen: 1. A. cystica: 2. D. hepaticus communis; 3. D. cysticus

De driehoek van Calot is een chirurgisch relevante regio onder de lever, die haar naam dankt aan de Franse arts Jean-François Calot.

## Definitie
De grenzen van de regio, zoals door Calot gedefinieerd, zijn:
- Caudaal: Ductus cysticus
- Mediaal: Ductus hepaticus communis
- Craniaal: Arteria cystica

### Verwarring
De driehoek van Calot wordt in de literatuur en in leerboeken vaak verwisseld met het grotere trigonum cystohepaticum (driehoek van Budde-Rocko of driehoek van Moosman). Deze regio omvat de driehoek van Calot, maar strekt zich naar craniaal uit tot het ventrocaudale ondervlak van leversegment 4b, in sommige afbeeldingen zelfs tot het midden tussen de twee takken van de arteria hepatica.

## Chirurgische relevantie
Relevant is de regio bij de cholecystectomie, waar de oriëntatie noodzakelijk is voor het herkennen en ligeren (afbinden) van de ductus cysticus en van de arteria cystica, die zich normaal gesproken in een ramus profundus en een ramus superficialis opdeelt. Aangezien hier veel anatomische varianten bestaan, is een zorgvuldige preparatie zinvol. 